# Шэн Цзян
Шэн Цзян (кит. упр. 盛江, пиньинь Shèng Jiāng, родился 25 марта 1983) — китайский греко-римский борец. Чемпион Азии, призёр Олимпийских и Азиатских игр.

## Биография
Родился в 1983 году в Ханчжоу. В 2004 году принял участие в Олимпийских играх в Афинах, но стал там лишь 13-м. В 2006 году завоевал серебряные медали чемпионата Азии и Азиатских игр. В 2007 году стал бронзовым призёром чемпионата Азии. В 2008 году принял участие в Олимпийских играх в Пекине, но занял там лишь 5-е место. В 2010 году стал чемпионом Азии. В 2012 году принял участие в Олимпийских играх в Лондоне, но стал там лишь 10-м.
В 2016 году после перепроверки допинг-проб Пекинской олимпиады азербайджанский борец Виталий Рагимов был лишён серебряной медали, и после пересмотра результатов Шэн Цзян был признан бронзовым призёром Олимпиады-2008.